# Veyrines-de-Domme
Veyrines-de-Domme é uma comuna francesa na região administrativa da Nova Aquitânia, no departamento Dordonha. Estende-se por uma área de 11,53 km². Em 2010 a comuna tinha 253 habitantes (densidade: 21,9 hab./km²).